# إينفرماي (ساسكاتشوان)
إينفرماي (بالإنجليزية: Invermay, Saskatchewan)‏ هي قرية تقع في كندا في ساسكاتشوان. يقدر عدد سكانها بـ 247 نسمة ومساحتها 1.22 كم2 وترتفع عن سطح البحر 556.27 متر.